# Semnã (província)
Semnã ou Semnão (em persa: استان سمنان‎; romaniz.: Ostān-e Semnān) é uma província do Irã sediada em Semnã. Tem 97 491 quilômetros quadrados e segundo censo de 2019, havia 750 000 residentes. Se divide em oito condados.